# Old Moshi Magharibi
Old Moshi Magharibi ist ein Verwaltungsbezirk (Ward) des Distrikts Moshi in der tansanischen Region Kilimandscharo.

## Geografie
Old Moshi Magharibi liegt im Nordosten von Tansania. Der Bezirk besteht aus zwei getrennten Bereichen. Der südliche liegt zwischen den Flüssen Rau und Nanga südöstlich der Stadt Moshi, der nördliche Teil nordöstlich von Moshi und wird von den Flüssen Kisaringo und Msarange begrenzt. Getrennt werden die Bereiche vom Distrikt Moshi (MC).
Der Nordteil grenzt im Osten an Old Moshi Mashariki, im Süden kurz an den Stadtteil Kiboriloni vom Distrikt Moshi (MC) und im Westen und Norden an Mbokomu. Der südliche Teil grenzt im Nordosten an Kimochi, im Osten an Kirua Vunjo Kusini, im Süden an Kahe Magharibi, im Südwesten an Mabogini und daran anschließend von Nordwesten bis Nordosten an die Bezirke Kaloleni, Miembeni, Mji Mpya, Msaranga und Ng'ambo von Moshi (MC).
Bei der Volkszählung 2022 lebten 8431 Menschen in 2309 Haushalten auf einer Fläche von 28,7 Quadratkilometern.

## Gliederung
Der Bezirk besteht aus drei Gemeinden (Mtaa) mit 13 Orten (Kitongoji):
| Tella - Osmon - Mori - Oru | Mande - Kitela - Osumuura - Kirembeni - Maringeni - Makupa | Mandaka Mnono - Mwananguruwe - Mwanasota - Mnono Kati - Uswahilini - Saningo |

## Wirtschaft und Infrastruktur
- Bildung: Die Maringeni Secondary School ist eine staatliche weiterführende Schule, die rund 100 Mädchen und Burschen bis zur 4. Stufe ausbildet.[8]
- Gesundheit: Im Bezirk liegt die staatliche Apotheke Mandaka Mnono.[9]